# Velká severní expedice

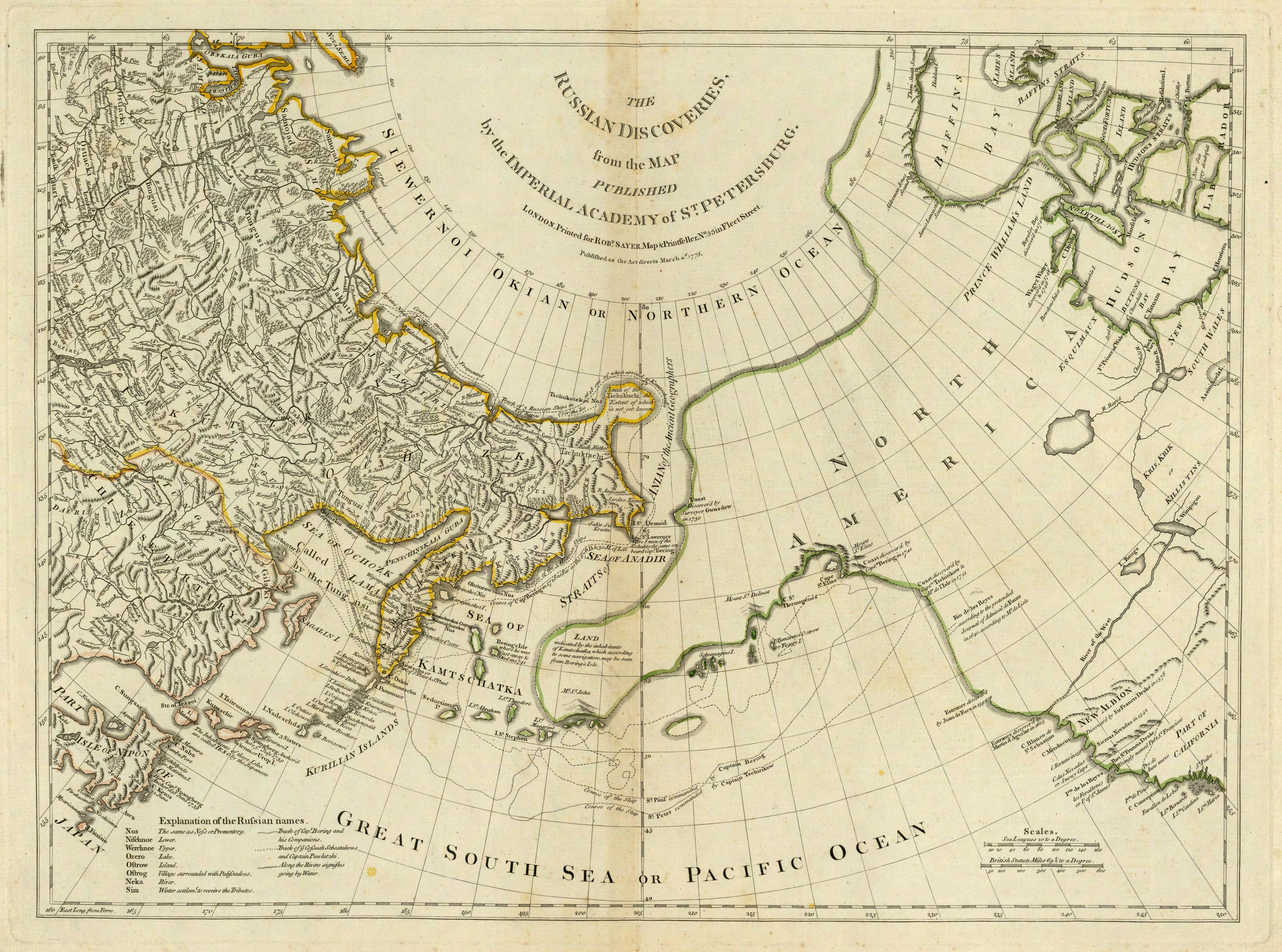
Jedním z nejdůležitějších úspěchů Velké severní expedice bylo zmapování severovýchodní části Asie. Geografické oddělení petrohradské akademie věd vydalo v roce 1754 mapu s názvem Nouvelle Carte des Découvertes faites par des Vaisseaux Russiens, která také zobrazovala námořní cestu Víta Beringa a Alexeje Čirikova. Nové geografické mapy byly rychle šířeny a získaly širokou pozornost v celé Evropě. Výše je anglická mapa s názvem Ruské objevy připravená londýnským kartografem Thomasem Jefferysem (jedná se o dotisk publikovaný Robertem Sayerem v americkém Atlasu z roku 1776).

Velká severní expedice také Druhá kamčatská expedice, Sibiřsko-pacifická expedice, Sibiřská expedice nebo Velká severská expedice (rusky Великая Северная экспедиция) byla jednou z největších sérií průzkumných expedic v historii, která zmapovala většinu arktického pobřeží Sibiře, dálného východu a některé části severoamerického pobřeží, čímž výrazně přispěla k poznání těchto polárních oblastí. Celý projekt byl koncipován ruským carem Petrem I. Velikým, ale implementován ruskými carevnami Annou Ivanovnou a Alžbětou Petrovnou. Hlavním organizátorem a vedoucím expedice byl Vitus Bering, kterého Petr I. Veliký pověřil vedením První kamčatské expedice v letech 1725-1731. Druhou expedici na Sibiři a v Tichém oceánu provádělo sedm nezávislých expedic a probíhala v letech 1733 až 1743. Později byla kvůli obrovskému rozsahu jejích úspěchů nazývaná Velkou severní expedicí. 

## Pozadí

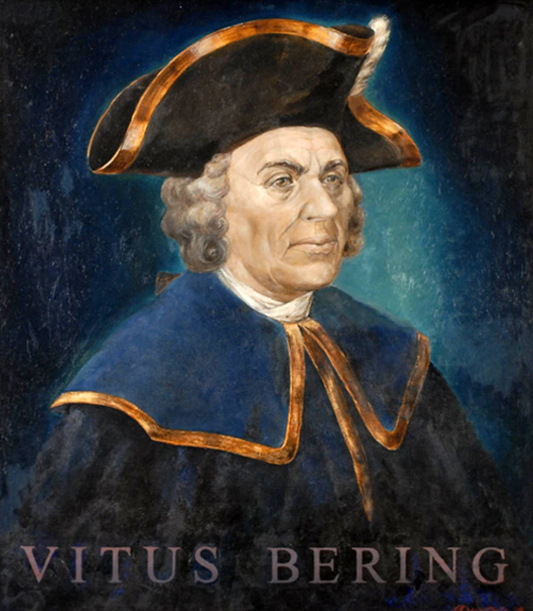
Vitus Bering, autor plánu Velké severní expedice

Po skončení první kamčatské expedice navrhl Vitus Bering ruské admiralitě projekt nové expedice do polárních oblastí dálného východu. Jeho plán navíc obsahoval popis arktického pobřeží Sibiře. Beringův plán podpořil hlavní tajemník ruského senátu Ivan Kirillovič Kirilov a předseda rady admirality Nikolaj Fedorovič Golovin. Z jejich iniciativy byl plán zrevidován a rozšířen. Hlavním cílem expedice se stala studie ruského severu od řeky Pečory, k řece Anadyr a následnému sestavení podrobného geografického, geologického, botanického, zoologického a etnografického popisu oblasti. Kromě toho byly naplánovány námořní plavby k břehům Japonska a Severní Ameriky. Plán expedice byl schválen dekretem dne 28. prosince 1732.

## Příprava
Expedice byla rozdělena do samostatných skupin, z nichž každá skupina představovala zcela samostatnou expedici.
Pobřeží Severního ledového oceánu bylo rozděleno do pěti částí:
- Nejzápadnější část pobřeží od Pečory k ústí Obu měla prozkoumat expedice vedená Stěpanem Voinovičem Muravjovem (později ho nahradil Stěpan Gavrilovič Malygin) a která podléhala přímo admiralitnímu kolegiu. Všechny ostatní oddíly byly pod generálním vedením Vita Beringa.[2]
- Část arktického pobřeží od Obu po Jenisej měla být prozkoumána Dmitrijem Ovcynem a Dmitrijem Sterlegovem.
- Pobřeží východně od Jeniseje měl prozkoumat oddíl vedený Fjodorem Mininem.
- Část pobřeží západně od Leny bylo svěřeno expedici, ve které byli polárníci Vasilij Prončiščev, Chariton Laptěv a Semjon Čeljuskin.
- Část pobřeží východně od Leny byla určena pro expedici Pjotra Lassiniuse, od kterého později převzal velení Dmitrij Laptěv.

Na Dálném východě byly vytvořeny dvě samostatné expedice:
- Expedice vedená samotným Vitem Beringem a Alexejem Čirikovem měla za úkol najít průliv mezi Asii a Amerikou a najít nejsnazší cestu do Severní Ameriky.
- Expedice pod vedením Martina Spanberga měla za úkol sestavit soupis Kurilských ostrovů, zmapovat břehy Ochotského moře a pokud to bude možné, dosáhnout pobřeží Japonska.

Kromě toho ještě vznikly dva samostatné pozemní oddíly:
- Akademická expedice složená z členů Ruské akademie věd. Tato expedice měla studovat vnitřní oblasti východní Sibiře, zejména Kamčatky. Zpočátku do expedice patřili francouzský astronom Louis de l'Isle a německý botanik Johann Georg Gmelin, později se k nim přidal německý geograf Gerhard Friedrich Müller.
- Oddíl vedený Pjotrem Skolbecynem měl za úkol najít vhodnou říční trasu z Věrchněudinsku do Ochotska.

Celkové náklady na expedici se vyšplhaly na více než 360 tisíc rublů. Do práce hlavního a pomocného oddílů bylo zapojeno několik tisíc lidí, více než 550 lidí se zapojilo do vědeckého výzkumu. Pro potřeby expedice bylo v Archangelsku, Tobolsku, Jakutsku a Ochotsku postaveno několik speciálních lodí. Aby expedice měla dostatek železných výrobků, byla poblíž Jakutska postavena tamginská železárna, což byl první metalurgický podnik na ruském Dálném východě.

## Průběh expedice

### Oddíl Dvina-Ob
Nejzápadnější oddíl expedice byl pověřen sestavením soupisu severního pobřeží Ruska od Bílého moře po ústí řeky Ob. Tento oddíl dostal k prozkoumání nejrozvinutější oblast arktického pobřeží, podél něhož procházely známé mořské trasy založené Pomory.
Pro oddíl byl výchozím bodem Archangelsk. Velením oddílu byli pověřeni zkušení námořní důstojníci Stěpan Muravjov a Michail Pavlov. Podle doporučení zkušených pomorských námořníků byly v Archangelsku postaveny malé jednopalubní koče s plochým dnem. Lodě byly pojmenovány Expedice a Ob. Dne 4. července 1734 Expedice pod velením Muravjova a Ob pod velením Pavlova vypluly z ústí Severní Dviny. Posádku obou lodí tvořilo asi 50 lidí, mezi nimiž byli zkušení navigátoři Rudněv a Andrejev, geologové Odincov a Vejdel. O tři týdny později tento oddíl doplul do průlivu Jugorskij Šar, kde během tří dnů zmapoval blízký ostrov Vajgač. Pak obě lodě pokračovaly do Karského moře, které bylo tuto sezónu leduprosté. Lodě se bez problémů dostaly na západní pobřeží poloostrova Jamal, kde oddíl doplnil zásoby čerstvé vody a pokračoval podél pobřeží na sever. V polovině srpna obě koče dosáhly 72°35´ severní šířky. Oddílu stačilo obeplout poloostrov Jamal, aby dosáhl ústí řeky Ob, což Stěpan Muravjov netušil a před arktickou zimou se rozhodl vrátit k ústí Pečory.
Během přezimování obě lodě vpluly do ústí Pečory poblíž vesnice Tělvice, posádka přezimovala v Pustozersku, odkud Muravjov odeslal zprávu o průběhu expedice do Petrohradu. Na začátku jara 1735 do Pustozersku dorazili z Petrohradu geodeti Somov a Selifontov, aby posílili expedici. V červnu 1735 expedice opět vyplula na sever. Když v červenci dorazily obě koče opět do Jugorského Šaru, nemohly plout dále, protože průliv byl tento rok zamrzlý. Expedice se proto vrátila k mapování Vajgače a čekala až ledy roztají. V polovině srpna se podařilo expedici konečně proplout Jugorským Šarem, ale Karské moře bylo zamrzlé a oba velící důstojníci nenašli shodu o dalším průběhu expedice. Koncem srpna se obě koče ztratily v mlze a rozdělily se. Loď Expedice pokračovala na sever, kde se po dosažení 73°04´ severní šířky otočila zpět. Loď Ob se dostala až na 73°11´, ale se také otočila na jih. Oba znesváření důstojníci se setkali opět u ústí Pečory, kde je admiralita kvůli sporům odvolala z velení. Oba poručíci byli postaveni před soud pro mnoho nepoctivých, neopatrných líných a hloupých činů. Byli shledáni vinnými a degradováni na prosté námořníky.
V červnu 1736 byl novým velitelem západního oddílu jmenován poručík Stěpan Malygin. V loděnicích Solomba v Archangelsku byly postaveny dvě další lodě, jedna plachetnice a jedna veslice. Plachetnice byla pojmenována První, velitelem byl jmenován Alexej Skuratov a veslice dostala jméno Druhá, jejím velením byl pověřen navigátor Ivan Michailovič Suchotin). Současně z Pustozerska na jaře vyrazila se sobím spřežením  pozemní výprava vedená geodetem Vasilijem Selifontovem. Když Selifontov dorazil k Obu, prošel východním pobřežím poloostrova Jamal, obešel poloostrov ze severu a dorazil na jeho západní pobřeží. Během této výpravy byl kompletně zmapován poloostrov Jamal. Selifontovovi se podařilo přejít po ledu na Bílý ostrov a zmapovat jeho jižní část. Poté se Selifontov připojil k Malyginovým lodím, které mezitím k poloostrovu připluly.
Zatímco Selifontov postupoval po souši, vydal se Malygin po moři k poloostrovu Jamal, kde jeho loď Expedice poblíž ústí Pečory ztroskotala po nárazu do ledové kry. On a jeho muži se museli vtěsnat na palubu Obu, kde se téměř měsíc pokoušel na přeplněné koči překonat ledovou bariéru východním směrem. Na začátku srpna dorazily nové lodě První a Druhá z Archangelsku a ihned společně s lodí Ob si jim podařilo doplout do průlivu Jugorskij Šar, kde Malygin převzal velení na První. Starší Ob se vrátil do Archangelsku, kde měl podat zprávy o dosavadním postupu expedice. Velitelem vracející lodě byl pověřen Ivan Suchotin, který po celou zpáteční cestu prováděl podrobná astronomická pozorování a detailně zmapoval pobřeží od Jugorského Šaru až po Archangelsk. Malyginovi a jeho druhům se podařilo do konce září postoupit pouze k ústí řeky Kary, dál bylo moře zamrzlé. Na samém začátku zimy se zde Malygin setkal s odloučeným oddílem Selifontova. Oba oddíly se spojily a společně přezimovaly.
Kvůli silnému ledu mohly Malyginovy lodě vyplout na moře až v červenci 1737. Expedice zamířila podél břehů Bajdarackého zálivu na východ, přičemž prováděla další mapování pobřeží. Koncem července Malygin dorazil do úžiny oddělující Bílý ostrov od Jamalu, která později byla pojmenována jako Malyginův průliv. Malygin obeplul Jamal a 11. září 1737 doplul k ústí Obu. Po splnění plánů se expedice na řece Ob setkala  s oddílem kozáků, s nímž vyrazila do Berezova, kde přezimovala a následující rok se vydala do Petrohradu. Poručík Skuratov mezitím po moři s oběma loděmi vyrazil na zpáteční plavbu do Archangelsku a při zpáteční cestě zdokonaloval mapy pobřeží. Do Archangelsku dorazil až v polovině srpna 1739.
Malygin spolu se Skuratovem sestavili první mapu pobřeží Barentsova a Karského moře od Archangelsku po ústí Obu. Délka prozkoumaného pobřeží činila zhruba 4 tisíce kilometrů. Na jejich mapě se poprvé objevil název Karské moře, které pojmenovali podle řeky Kary, která ústí do tohoto moře a v jejímž ústí přezimovali.

### Oddíl Ob-Jenisej
Úkolem obsko-jenisejského oddílu bylo prostudovat pobřeží od ústí řeky Ob po ústí řeky Jenisej. Vedoucím expedice byl pověřen zkušený poručík Dmitrij Ovcyn. V lednu 1734 byla v Tobolsku dokončena stavba dvoustěžňové lodi Tobol, její posádku tvořilo 56 námořníků. Členy posádky byli mezi jinými i navigátor Dmitrij Sterlegov, navigátorský učeň Fjodor Kaniščev, geodet Moisej Ušakov, geodet Fjodor Prjanišnikov a geolog Zachar Medvěděv. Dne 14. května 1734 expedice vyplula na moře doprovázená několika dalšími menšími loděmi. Dne 11. června dorazila do Obdorsku, kde byl zřízen sklad potravin. Plavba v Obském zálivu nebyla jednoduchá, během silné bouře se ulomilo kormidlo a byly ztraceny dvě kotvy. Teprve 31. července loď dorazila do Tazovské zátoky, kde expedice vztyčila navigační maják. Záliv byl zamrzlý a plavba s poškozeným kormidlem byla velmi riskantní, proto Dmitrij Ovcyn svolal radu důstojníků, s nimiž dohodl návrat zpět. Během návratu byla ledem rozdrcena jedna z lodí a tak celá expedice se s velkými obtížemi dostala do Obdorsku, kde přezimovala. Když ledy ustoupily, tak expedice 25. května 1735 znovu vyrazila, ale po třech týdnech plavby lodě sevřely ledové kry bez možnosti pokračovat v cestě. Nedostatek čerstvých potravin vedl k tomu, že většina členů expedice včetně Ovcyna trpěla těžkou formou kurdějí na jejichž následky počátkem srpna zemřeli čtyři polárníci.
Když se expedice 5. října vrátila do Tobolsku, tak samotný Ovcyn se vydal do Petrohradu, aby osobně poreferoval o výsledcích a obtížích expedice. I přes nepříznivé informace se Rada admirality shodla v průzkumné expedici pokračovat a vedením znovu pověřila Ovcyna s nimž byl k expedici připojen i navigátor Fjodor Minin. Na jaře 1736 se expedice pokusila potřetí proniknout na východ k ústí řeky Jenisej, ale i tento pokus byl neúspěšný, když lodě opět uvízly v ledu a musely se vrátit do Obdorsku. Na přelomu roku 1736/1737 Ovcyn vyslal skupinu kozáků v čele s geodetem Michailem Vychodcevem, aby s pomocí sobího spřežení pronikla k pobřeží a po souši zmapovala břeh směrem k ústí řeky Jenisej. Během této pozemní výpravy byl získán rozsáhlý geografický a kartografický materiál o dosud neznámém pobřeží, které se nedařilo z lodi prozkoumat.
Na jaře 1737 dorazila do Obdorsku nově postavená loď Obský pošťák, kterou převzal Ovcyn pod své velení. Velitelem šalupy Tobol se stal Ivan Košelev. Obě lodi se dostaly až na 74°2′ severní šířky, kde neprostupný led zastavil další postup expedice, která se pod velením Ovcyna vrátila k pobřeží a pokračovala do Jenisejského zálivu, kde se při ústí Jeniseje setkala s pozemní částí expedice. Během plavby provedli členové expedice soupis pobřeží a vytvořili mapy nových míst. Fjodor Minin osobně objevil tři mysy v Gydském zálivu, jeden z nich dnes nese jeho jméno. Těsně před tím než moře zamrzlo, dosáhla expedice ústí řeky Anguticha, kde přezimovala.
V roce 1738 byl Ovcyn z velení expedice odvolán zpět do Petrohradu. Novým velitelem se stal Fjodor Minin, který se rozhodl pokračovat v další plavbě na východ, kde chtěl především obeplout Tajmyrský poloostrov. Obeplutí poloostrova se mu v roce 1738 nepodařilo, protože zima přišla příliš brzy. Od poloviny září Mininova expedice zimovala na břehu řeky Kurje. Během zimy vypracoval Minin mapu Jenisejského zálivu, kterou spolu se zprávou o plavbě poslal do Petrohradu. V Petrohradě jeho vedení expedice potvrdili s příkazem pokračovat s expedicí v cestě na východ. Bývalý velitel Ovcyn byl degradován.
Letní expedice v roce 1739 se vinou místní samosprávy zpozdila, protože chyběl dostatek zásob na další plavbu. Expedice vyrazila na moře pozdě a brzy byla znovu zastavena ledem, nedosáhla žádného nového objevu a musela se vrátit do zimoviště. Fjodor Minin se rozhodl expedici rozdělit, svého zástupce Dmitrije Sterlegova vyslal pozemní cestou východně od Jeniseje, kde se Sterlegovi podařilo projít na severovýchod od řeky Pjasina a popsat pobřeží od Severovýchodního mysu po 75°29´ severní šířky. Minin se mezitím pokoušel dostat lodí k ústí Chatangy, ale tento záměr se mu nepodařilo uskutečnit. Expedice byla ukončena v roce 1743.

### Oddíl Lena-Jenisej
Třetí oddíl Velké severní expedice měl za úkol prozkoumat ruské arktické pobřeží mezi Jenisejem a Kolymou ve dvou samostatných skupinách. V lednu 1735 byla v Jakutsku postavena loď Irkutsk a dvojstěžňová šalupa Jakutsk, nevelké říční a příbřežní plavidlo s plochým dnem, vybavené plachtami i vesly. Poručík Vasilij Vasiljevič Prončiščev byl jmenován velitelem Jakutsku a poručík Pjotr Lassinius byl jmenován velitelem Irkutsku. Na konci června 1735 obě lodě opustily Jakutsk. Po dosažení ústí Leny se oba poručíci rozdělili: Jakutsk zamířil na západ a Irkutsk na východ.
Příchod zimy expedici rychle zastavil v dalším postupu. Prončiščev dosáhl 25. srpna 1735 ústí řeky Oleňok a rozhodl se tam přezimovat. V srpnu 1736 začala nová letní plavba a expedice dosáhla Chatanžského zálivu, poté zamířila podél východního pobřeží Tajmyru na sever. Náročné zimní podmínky, ale donutily expedici hledat zimoviště. Prončiščev oslabený kurdějemi si zlomil nohu a vyčerpaný zemřel. O několik dní později zemřela i jeho žena Taťána Fjodorovna Prončiščeva, první polárnice v dějinách.
V prosinci 1737 rada admirality jmenovala novým velitelem expedice Charitona Prokofjeviče Laptěva. Jakutsk dosáhl v létě 1739 východního pobřeží Tajmyru, dostal se až na 76° 47´ severní šířky, pak se obrátil a expedice přezimovala v ústí Chatangy. Letní kampaň 1740 trvala jen měsíc a skončila neúspěchem, když byl Jakutsk rozdrcen ledovými krami. Expedice měla ztráty na životech. Laptěv dovedl zbytky expedice do zimoviště u Chatangy a poslal radě admirality žádost o rozdělení expedice na tři samostatné skupiny, které by postupovaly poloostrovem Tajmyr po souši. Admiralita na začátku jara jeho plán schválila. Největšího úspěchu pak dosáhl polárník Čeljuskin, který pozemní cestou dosáhl nejsevernějšího bodu euroasijského kontinentu, který je nyní po něm pojmenován.

### Oddíl Lena-Kolyma
Lensko-kolymský oddíl vedl poručík Pjotr Lassinius, který na konci června 1735 na lodi Irkutsk vyplul z Jakutska a po dosažení ústí Leny plul na východ. Expedice se skládala z padesáti členů posádky, včetně navigátora Vasilije Rtiščeva, geodeta Dmitrije Baskakova,  studenta navigace Ivana Glazova a dokonce i jeromonacha. Výprava 18. srpna dosáhla ústí řeky Chara-Ulach, kde bylo moře již zamrzlé a tak zde expedice přezimovala. Během zimy zemřelo 37 členů expedice na kurděje, včetně poručíka Lassiniuse a loď Irkutsk se během zimy silně poškodila. V létě 1736 se do Jakutska vrátilo devět posledních členů výpravy, které dovedl navigátor Vasilij Rtiščev. Přeživší byli tak nemocní a zesláblí, že se nedalo uvažovat o tom, že by mohli pokračovat v další průzkumné cestě.
Když se Vitus Bering, hlavní velitel Velké severní expedice, dozvěděl o tragickém osudu lensko-kolymského oddílu, nařídil sestavit novou expedici a opravit Irkutsk. Za vedoucího nové expedice byl určen Dmitrij Laptěv, který 31. května 1736 na třech lodích vyplul splnit úkol. Dosáhl Bykovského mysu nedaleko Leny, kde zamrzlé moře nedovolilo malým lodím plout dále. Laptěv se s částí mužstva pozemní cestou vrátil zpět do Jakutsku, kde převzali opravenou loď Irkutsk a vypluli s ní po řece na moře. Již 14. srpna 1736 znovu dopluli k zamrzlému moři. Laptěv svolal poradu expedice, která se rozhodla kvůli silnému ledu a hrozícímu nebezpečí nepokračovat dál a vyhledat zimoviště. Laptěv rozhodl, že následující rok vyplouvat nebudou, pokud na moři budou stejně silné ledy. Přezimovali v opuštěných domorodých jurtách, v nichž trpěli zimou a kurdějemi, na jejichž následky zemřel jeden člen posádky. Jaro 1737 i první letní dny byly mrazivé a tak se Laptěv vrátil do Petrohradu, kde předal výsledky expedice a převzal nové rozkazy. Rada admirality na konci roku 1737 rozhodla v pokračování expedice směrem na východ. Laptěv namítal, zdůrazni na nemožnost plout dále východním směrem, poukazoval na osud oddílu Pjotra Lassiniuse, ale Rada admirality trvala na pokračování expedice. Kromě mapování pobřeží byl pověřen i mapováním řek ústící do severního moře, měřit jejich hloubku a hledat vhodná zimoviště pro další expedice.
Po návratu do Jakutska se Laptěv začal připravovat na novou plavbu. Brzy na jaře 1739 vyslal námořníka Loškina z Jakutska k řece Janě. Měl provést popis břehů Jany až po mys Svatý nos a pak se vrátit k ústí Leny. Ve stejné době Laptěv vyslal průzkumníka Kindjakova k Indigirce, aby zmapoval a popsal její břehy. Laptěv příliš nevěřil v úspěch obeplutí mysu Svatý nos a proto plánoval, že se s expedicí pozemní cestou přesune k Indigirce, tam postaví nové lodě a vyplují na moře. V červenci 1739 vyplul na moře. Několik dní se loď pohybovala mezi ledovými krami, přičemž začátkem srpna doplula k ústí řeky Jany. V deltě řeky loď na několik dní uvěznil silný vítr a nakupené ledové kry. Expedice se nesnažila vyplout na moře, ale spíše se věnovala měření hloubky řeky a popisu obou břehů. Po několika dnech se moře uvolnilo a tak expedice v polovině srpna doplula k mysu Svatý nos, kde proplula úžinou z moře Laptěvů do Východosibiřského moře a přes značné obtíže se ji podařilo dostat se k ústí Indigirky. Tam nalezli kotviště pro loď a po řece se stáhli do osady Russkoje Usti, kde přezimovali. Laptěv odeslal do Petrohradu zprávu a přes zimu vysílal do okolí menší skupinky, které měli mapovat neznámou oblast v okolí. Jednu ze skupinek vedl i navigátor Michail Jakovlevič Ščerbinin, který byl Laptěvovým zástupcem ve velení oddílu. V červnu 1740 dostal Laptěv z ruské admirality odpověď, že má pokračovat směrem k čukotskému poloostrovu, který má při příznivých podmínkách obeplout. V červenci 1740 se podařilo Irkutsku vyplout ze zamrzlé delty Indigirky, ale jen o několik dní později byla uvězněna v ledu a vytlačena na mělčinu. Až po dvou týdnech se podařilo loď vrátit na moře a pokračovat v cestě. Během následujících dvou týdnů loď opět zamrzala a členové expedice se shodli na návratu do zimoviště. Následující léto, dne 29. června 1741 se Laptěv naposledy pokusil proplout na východ. U mysu Velký Baranov byl zastaven nakupenými ledovým krami a tak část expedice opustila Irkursk a pokračovala na psím a sobím spřežením podél řeky Velký Aňuj k hornímu toku Anadyru. Podél této řeky postupovali až k jejímu ústí do moře. Tím expedici ukončili a přes Jakutsk se vrátili do Petrohradu.

### Oddíl Beringa a Čirikova
Expedici vedené Vitem Beringem se často říká Druhá kamčatská expedice. Tato výprava měla za úkol najít cestu k břehům Severní Ameriky a k ostrovům severního Pacifiku.
V létě 1740 byly v Ochotsku pod vedením lodních řemeslníků Kozmina a Rogačeva postaveny pro expedici dvě lodě, Svatý Petr a Svatý Pavel. V září téhož roku lodě pod velením Beringa (Sv. Petr)) a Alexeje Čirikova (Sv. Pavel) přepluly Ochotské moře a připluly k břehům Kamčatky. Během náročné plavby ztratily podstatnou část zásob potravin. V Avačinském zálivu expedice založila menší ostroh, který se během následujících let rozrostl v současný Petropavlovsk-Kamčatskij.
4. června 1741 zamířily obě lodě k břehům Severní Ameriky. Na počátku plavby se v mlze obě lodě vzájemně ztratily a tak pokračovaly samostatně. Dne 17. července Svatý Petr dosáhl pobřeží Aljašky. Na zpáteční cestě Vitus Bering během zimování na malém ostrově zemřel. Svatý Pavel se pod Čirikovovým velením dostal 15. července ke břehům Severní Ameriky, prozkoumal další ostrovy a 11. října 1741 se vrátil zpět na Kamčatku.

### Jižní oddíl
V létě roku 1738 vyrazila z kamčatského Bolšerecku expedice vedená Martinem Petrovičem Spanbergem. Expedice se skládala ze tří lodí, brigantiny Archanděl Michael (63 členů posádky), šalupa Svatá Naděje (někdy v českých zdrojích označována jménem Naděžda) a dvojstěžník Svatého Gabriela (44 členů posádky). V husté mlze se lodě na počátku plavby ztratily a každá z nich pokračovala samostatně. Spanberg proplul podél Kurilských ostrovů k jihu. Rusové znali jen severní část souostroví a proto je překvapilo velké množství malých ostrovů pokračujících směrem na jih. Spanberg všechny ostrovy pečlivě zmapoval, ale na žádném z nich nekotvil. Jen kousek od japonského území se rozhodl vrátit na sever, protože špatně odhadl délku cesty a expedici docházely zásoby potravin. První plavbu expedice považovala za nevydařenou, sice objevila řadu Kurilských ostrovů, ale na žádném nekotvil, žádný ostrov nepovažoval za velkou zemi, kterou objevitelé v těchto místech předpokládali.
V zimě 1739 byla v Bolšerecku postavena šalupa Bolšereck a tak na druhou plavbu vypluly již čtyři lodě. Hlavním cílem bylo objevit mytickou Gamovu zemi, která se měla nacházet kousek od Kurilských ostrovů a podle legendy měla být součástí Ameriky. Ani jedné z lodí se nepodařilo objevit bájnou zemi, čímž potvrdila, že neexistuje. Dne 16. června 1739 expedice dosáhla pobřeží japonského ostrova Honšú a zamířila dál na jih. Spanberg se obával přistát u japonského pobřeží, protože si nebyl jistý záměry Japonců, kteří ho na desítkách menších lodí při plavbě doprovázeli. Dne 22. června se uskutečnilo první setkání Rusů a Japonců. Japonští úředníci navštívili ruskou loď, přičemž ocenili absenci lodních děl a munice. Stanberga přátelsky pozdravili, přesto mu oznámili, že v japonských vodách není vítán. V obavě, že bude Japonci napaden, zamířil Spanberg na sever, aby pokračoval v mapování Kurilských ostrovů. V roce 1742 byla expedicí podniknuta další výprava ke Kurilským ostrovům. Výsledkem expedice bylo zmapování většiny Kurilských ostrovů a zjištění neexistence několika bájných zemí. 

### Akademický oddíl
V čele akademického oddílu stál řádný člen Petrohradské akademie věd Gerhard Friedrich Müller, který zamířil na Sibiř. Začátkem srpna 1733 akademický oddíl vyrazil z Petrohradu a na konci října dorazil do Kazaně, kde začal provádět meteorologická pozorování. Na konci roku oddíl dorazil do Jekatěrinburgu, kde prováděl měření teploty a tlaku vzduchu, sílu větru, zkoumal atmosférické jevy a polární záři (zejména Tatiščev, zeměměřič Karkadinov a matematik Sannikov). V lednu 1734 akademický oddíl dorazil do Tobolska, odkud francouzský profesor Louis de l'Isle pokračoval s kapitánem Čirikovem do Ochotsku, zatímco ostatní členové akademické expedice postupovali podél Irtyše do Omsku. Následně oddíl navštívil Jamyševskou pevnost, Semipalatinsk a Usť-Kamenogorsk. Velitel expedice Müller se kromě bádaní v archívech jednotlivých měst zabýval i archeologickými vykopávkami. Německý botanik a geograf Johann Georg Gmelin na všech navštívených místech prováděl meteorologická měření. Ostatní členové expedice studovali flóru a faunu, sbírali sbírky vzácných rostlin a prováděli geologický průzkum.
Do jara 1735 vědci procestovali Jenisejsk, Krasnojarsk, Irkutsk, překročili přes jezero Bajkal a navštívili Selenginský ostroh a Kjachtu. V létě procestovali Čitu a Něrčinsk, kde studovali starověké památky, mohyly a rudné doly. Na podzim se akademický oddíl vrátil zpět do Irkutsku.
V lednu 1738 se ruský botanik a etnograf Stěpan Petrovič Krašeninnikov vydal spolu s dvěma kozáky a úředníkem Osipem Argunovem prozkoumat v rámci akademické expedice Kamčatku. Cestoval po řekách Kamčatky a prozkoumal Avačinskou sopku. V polovině ledna 1739 dorazil na saních do Nižněkamčatsku, kde organizoval meteorologická pozorování. V roce 1740 Krašeninnikov na psím spřežení procestoval severní část Kamčatky.
V roce 1740 cestoval historik, archeolog a člen Petrohradské akademie věd Johann Eberhard Fischer spolu s Jacobem Johannem Lindenau ze Surgutu do Ochotska, kde prozkoumali místní archivy. Cestou sestavili podrobný historický a geografický popis cesty do Ochotska. Poté Fischer pracoval více než rok v Jakutsku, kde byl v roce 1742 na základě falešných obvinění zatčen. Brzy byla prokázaná jeho nevina a tak po propuštění mohl pokračovat v sepisování vědeckých spisů o své cestě.
Jacob Lindenau procestoval povodí řeky Leny a do roku 1744 podnikl sérii několika výprav po sibiřských řekách a sestavil geografický a etnografický popis procestovaných lokalit.

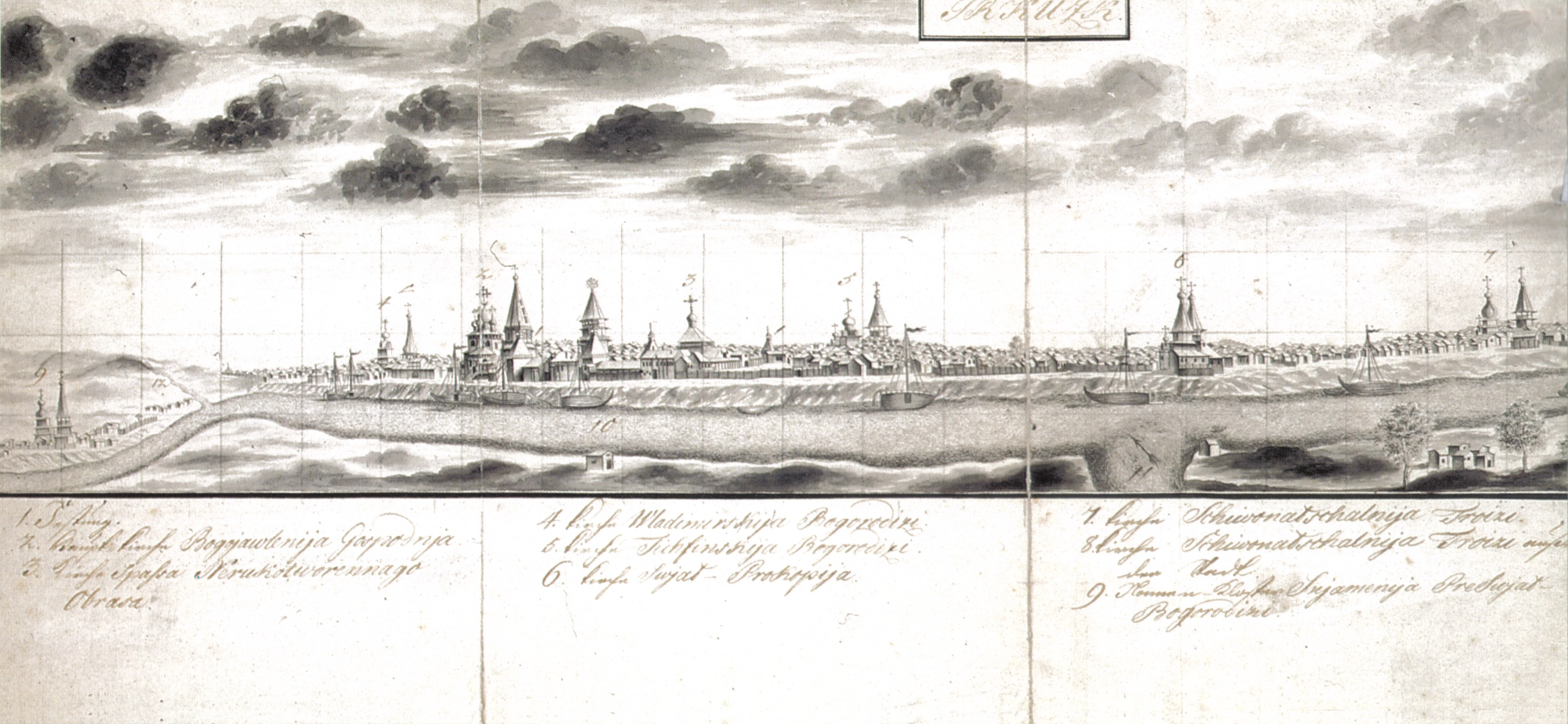
Pohled na Irkutsk, rok 1735

### Oddíl Verchněudinsk-Ochotsk
Podle přiděleného úkolu měla expedice vedená Pjotrem Skolbecynem najít jednodušší a kratší cestu z Verchněudinsku do Ochotska ve srovnání se stávající cestou přes Jakutsk. Navíc podle zvláštního příkazu Vituse Beringa, cesta nalezená oddílem neměla procházet v blízkosti Amuru, kvůli nebezpečí možných komplikací s Říší Čching.
V letech 1735-1736 expedice vyrazila z Něrčinsku dolů po řece Šilce, Amazaru a odtud po horních tocích Amuru, podél Ňukže a Oljokmy k Leně a pak do Jakutsku. V roce 1737 se Skolbecyn pokusil provést další neúspěšný pokus najít novou trasu do Ochotsku. Prošel s expedicí podél řeky Giljuj a pak po Zeje, ale brzy se otočil a vrátil zpět do Něrčinsku. Hlavním důvodem selhání expedice byla nespolupráce ze strany domorodých průvodců. Část průvodců se svévolně od expedice vzdalovala a další část svévolně lovila soby, čímž expedici zdržovala v postupu. Přes nesplnění hlavního úkolu oddílu se vědcům podařilo provést geodetický a etnografický výzkum na rozsáhlém území Sibiře.

## Výsledky expedice
Největším přínosem Velké severní expedice byl první soupis jednotlivých částí pobřeží Severního ledového oceánu, nalezení cesty k americkému pobřeží (i když americké pobřeží před expedicí již spatřil Semjon Děžňov, Ivan Fjodorov a Michail Gvozděv), došlo ke zmapování Kurilských ostrovů a prokázalo se, že mezi Kamčatkou a Amerikou se nenachází žádná velká pevnina. Došlo k prozkoumání Kamčatky, Ochotského moře a některých částí japonského pobřeží.

Mapa Ruského impéria z roku 1745 sestavená na základě výsledků prací Velké severní expedice

## Pomník expedice
V roce 2022 byla započata výstavba velkého pomníku Velké severní expedice v Salechardu, který byl v letech 1734 až 1737 používán jako zimoviště Ovcynova oddílů Ob-Jenisej. Pomník v podobě majáku byl postaven na kopci ve městě, bylo k němu postaveno schodiště a nová silnice. Pomník byl otevřen v průběhu roku 2022 k 285. výročí otevření cesty mezi Obem a Jenisejí.